# Little Magic
Little Magic是香港女歌手炎明熹於2023年推出的粵語單曲，由雷深如 J.Arie作曲，雷暐樂填詞，並由TVB Music Group派台。歌曲推出後分別成為各大電子傳媒機構的榜單冠軍，包括903專業推介、中文歌曲龍虎榜、新城勁爆流行榜及勁歌金榜，成為炎明熹職業生涯中首支四台冠軍歌。

## 背景及發行
繼2023年3月推出個人單曲大開眼界後，炎明熹於5月在《廣播九十五周年十大中文金曲》憑《好想約你》首奪「十大中文金曲」獎，更首度獲頒「優秀流行歌手大獎」，成為史上最年輕的優秀流行歌手。
2023年6月3日，炎明熹出席無綫電視慈善節目《萬眾同心公益金》拜神儀式時，表示正錄製全新歌曲，而歌曲中的音樂錄影帶會包含舞蹈元素。
2023年6月28日，炎明熹正式推出個人派台單曲Little Magic。歌曲透過無綫電視旗下唱片公司星夢娛樂（TVB Music Group）發行到串流平台後，被派送至香港各大電子傳媒，包括新城電台、香港商業電台等。

## 創作與製作
Little Magic時長2分58秒，以
拍的D大調創作，每分鐘107拍，由雷深如 J.Arie負責作曲，雷暐樂填詞，陳考威監製。
炎明熹在此歌的音樂錄影帶中先後身穿大地色系格紋外套配上相同花紋的短裙及運動服配上白色短裙，而錄影帶中炎明熹亦隨音樂而於校園起舞。炎明熹認為這首新歌偏向少女風及節奏感偏快。而在音樂錄影帶的拍攝花絮中，炎明熹表示此歌曲跟她的想像不一樣，並指出她過往並沒有表演富有節奏感及輕快的歌曲給聽眾，希望聽眾對此歌有所期待及喜歡此歌的風格。炎明熹其後在叱咤903接受訪問時表示她在選擇樣本唱片時聽到合乎她心意的歌曲時依然面不改容，而腦內已經想法多多，而新歌的音樂錄影帶原本打算以時裝為主題，但最終改以校園為主題。
在音樂錄影帶中，炎明熹飾演一名缺乏自信心的學生，在同學鼓勵下報名參加歌唱比賽，最後獲得友誼並重獲自信。

## 宣傳
2023年7月1日，炎明熹擔任沙田馬場「香港共慶回歸賽馬日」表演嘉賓時，首次現場演繹Little Magic。炎明熹其後於8月及9月分別出席《Mira Place Gimme LiVe音樂節 2023》及於亞洲國際博覽館舉行的無綫電視慈善節目《星光熠熠耀保良》中亦有獻唱此歌。炎明熹官方後援會亦為其購入巴士站廣告燈箱應援。

## 電台派台成績
此歌推出三個月後，囊括了903專業推介、中文歌曲龍虎榜、新城勁爆流行榜及勁歌金榜四台週榜冠軍，成為炎明熹職業生涯中首支四台冠軍歌。其中無綫電視背景的歌手向來被視為難以在903專業推介獲得佳績，此歌是繼炎明熹出道作真話的清高在該榜獲得亞軍後，首度獲得該榜冠軍。

### 叱咤903專業推介走勢
| 週次     | 第29週  | 第30週  | 第31週 | 第32週  | 第33週  | 第34週  | 第35週 | 第36週 | 第37週  | 第38週  | 第39週  |
| 放榜日期 | 7月22日 | 7月29日 | 8月5日 | 8月12日 | 8月19日 | 8月26日 | 9月2日 | 9月9日 | 9月16日 | 9月23日 | 9月30日 |
| 榜上位置 | 16      | 11      | 9      | 15      | 11      | 11      | 13     | 14     | 18      | 6       | 1       |
| -------- | ------- | ------- | ------ | ------- | ------- | ------- | ------ | ------ | ------- | ------- | ------- |

### 香港電台第二台中文歌曲龍虎榜走勢
| 週次     | 第28週  | 第29週  | 第30週  | 第31週 | 第32週  | 第33週  | 第34週  | 第35週 | 第36週 | 第37週  |
| 放榜日期 | 7月15日 | 7月22日 | 7月29日 | 8月5日 | 8月12日 | 8月19日 | 8月26日 | 9月2日 | 9月9日 | 9月16日 |
| 榜上位置 | 16      | 14      | 5       | 1      | 4       | 6       | 7       | 10     | 8      | 6       |
| -------- | ------- | ------- | ------- | ------ | ------- | ------- | ------- | ------ | ------ | ------- |

### 新城知訊台勁爆本地榜走勢
| 週次     | 第30週  | 第31週 | 第32週  | 第33週  | 第34週  | 第35週 |
| 放榜日期 | 7月29日 | 8月5日 | 8月12日 | 8月19日 | 8月26日 | 9月2日 |
| 榜上位置 | 16      | 15     | 14      | 13      | 11      | 1      |
| -------- | ------- | ------ | ------- | ------- | ------- | ------ |

### TVB勁歌金榜走勢
| 週次     | 第28週  | 第29週  | 第30週  | 第31週 | 第32週  | 第33週  | 第34週  | 第35週 | 第36週 |
| 放榜日期 | 7月15日 | 7月22日 | 7月29日 | 8月5日 | 8月12日 | 8月19日 | 8月26日 | 9月2日 | 9月9日 |
| 榜上位置 | 10      | 7       | 4       | 4      | 4       | 3       | 2       | 2      | 1      |
| -------- | ------- | ------- | ------- | ------ | ------- | ------- | ------- | ------ | ------ |

### 各大流行榜最高位置
| 樂壇流行榜      | 最高位置 |
| --------------- | -------- |
| 叱咤903專業推介 | 1        |
| 中文歌曲龍虎榜  | 1        |
| 勁爆本地榜      | 1        |
| 勁歌金榜        | 1        |

## 其他榜單
| 地區   | 榜單                      | 最高排名       |
| ------ | ------------------------- | -------------- |
| 加拿大 | 加拿大至HIT中文歌曲排行榜 | 1 （8月第1週） |

## 迴響
歌曲音樂影片被上載至YouTube後，觀看次數僅半天時間便已達14萬，六天後更已超過100萬，兩個月後更錄得逾300萬點擊率，網民讚揚此歌節奏輕快輕鬆，歌詞亦十分洗腦。亦有網民指出炎明熹於音樂錄影帶中以校服示人，笑言「炎明熹做回王佳恩」。
2023年8月，炎明熹提到其置業計劃時表示有意在元朗區及屯門區置業，有傳媒便以此歌的名稱「Little Magic」來形容該兩區樓宇景觀開揚。

## 獎項
- 2023年度叱咤樂壇流行榜頒獎典禮「專業推介叱咤十大 第十位」